# Little Thurrock
Little Thurrock är en ort i distriktet Thurrock i grevskapet Essex i England. Orten är belägen 5 km från Tilbury. Parish hade 4 428 invånare år 1931. År 1936 blev den en del av den då nybildade Thurrock. Byn nämndes i Domedagsboken (Domesday Book) år 1086, och kallades då T(h)urrucca.